# 津金孝邦
津金 孝邦（つがね よしくに、1929年6月25日 - 2021年9月20日）は、日本の書家。日展常務理事、凌雲会会長、読売書法会常任総務。

## 経歴
長野県諏訪郡原村に書家の津金寉仙の四男として生まれる。1936年に一家で上京し、東京・多摩地方で育つ。早稲田大学文学部卒業。父・寉仙と西川寧に私淑し、1962年昭和女子大学助教授、1976年同教授、日本大学教授に就任。
1996年に日展文部大臣賞、2000年書「森鴎外の詩」で 日本芸術院恩賜賞。2006年全国書美術振興会理事長、日展理事などをつとめる。

## 著書
- 「津金孝邦」2011/9/26　芸術新聞社